# Literatură de protest
Format:Infocaseta Gen literar
Literatura de protest este o formă de literatură care exprimă în mod direct sau alegoric opoziția față de nedreptăți sociale, politice, economice sau culturale. Este adesea folosită ca instrument de luptă intelectuală împotriva opresiunii, tiraniei, inegalității și corupției.

## Caracteristici
- Tematica este centrată pe revolta împotriva abuzurilor de putere sau a nedreptăților.
- Tonul este adesea vehement, critic, uneori ironic sau satiric.
- Poate îmbrăca forma poeziei, a prozei, a teatrului sau a pamfletului.
- Este frecvent interzisă sau cenzurată în regimuri autoritare.

## Forme și subgenuri
- Pamflet
- Fabulă politică
- Satiră politică
- Romanul social
- Poezia revoluționară

## Istoric
Literatura de protest a existat în diverse forme încă din Antichitate (ex: satirele lui Juvenal), însă se afirmă mai puternic în:
- Secolul al XIX-lea, în contextul revoluțiilor burgheze și al mișcărilor muncitorești;
- Secolul al XX-lea, în timpul regimurilor totalitare (nazism, comunism, dictaturi militare);
- Epoca contemporană, prin opere ce denunță globalizarea, schimbările climatice, discriminarea sau războaiele.

## Exemple notabile
- George Orwell – O mie nouă sute optzeci și patru, Ferma animalelor
- Václav Havel – piese de teatru anticomuniste
- Ana Blandiana – poezii subversive în perioada comunistă, Proiecte de trecut
- Mihail Bulgakov – Maestrul și Margareta
- Aleksandr Soljenițîn – Arhipelagul Gulag
- Milan Kundera – Cartea râsului și a uitării
- Paul Goma – Ostinato

## Rol în societate
Literatura de protest:
- atrage atenția asupra nedreptăților și suferinței;
- contribuie la conștientizarea și mobilizarea opiniei publice;
- devine adesea un simbol al rezistenței culturale;
- oferă o voce celor care nu pot vorbi liber.